# Aigys
Aigys (altgriechisch Αἴγυς oder Αἶγυς) war eine antike griechische Stadt in Nordwestlakonien.

## Geschichte
Als Eurysthenes und Prokles Sparta gründeten, sollen sie Aigys als Heeresstützpunkt gewählt haben, weil es an das Land der verfeindeten Arkader und Messenier grenzte. Charillos zerstörte in Gemeinschaft mit seinem Mitkönig Archelaos die Periökenstadt Aigys, da man die Aigyten bezichtigte, sie würden gemeinsame Sache mit den Arkadern betreiben, und führte die Einwohner in die Sklaverei.
Als der thebanische Feldherr Epaminondas Megalopolis 368/7 v. Chr. gründete, überredete man die Einwohner der angrenzenden spartanischen Perökenstädte, ihre Heimat in Lakonien zu verlassen, und so siedelten sich die Einwohner aus der Aigytis in der neuen Stadt an. Anfang 227 v. Chr. während des Kleomenischen Kriegs erhielt der spartanische König Kleomenes III. von den Ephoren den Auftrag, den Athenetempel bei der Stadt Belemina zu befestigen. Er kam dieser Forderung nach und befestigte vermutlich auch das nahegelegene Aigys, da es genauso wie Belemina von den Arkadern beansprucht wurde. Aratos von Sikyon, der Stratege des Achaiischen Bundes, wurde über dieses Vorhaben informiert, konnte es jedoch nicht verhindern. 224 v. Chr. vertrieb Antigonos III. Doson die spartanische Besatzung aus Aigys und Belemina und übergab sie an Megalopolis. Als 223 v. Chr. Megalopolis schließlich von Kleomenes III. erobert und verwüstet wurde, fielen sicher auch Grenzstädte wieder an Sparta.

## Geografie
Aigys lag im nördlichen Taygetos-Gebirge. Die genaue Lage ist nicht bekannt. Pausanias schrieb, dass man, wenn man von Megalopolis nach Süden ging, nach 7 Stadien (ca. 1,3 km) nach Mainiai kam und nach weiteren 15 Stadien (ca. 2,8 km) die Stelle erreichte, wo der Gatheas in den Alpheios mündete, und etwas weiter oben soll der Kranios, der heutige Xerilas, in den Gatheas münden. Der Kranios soll im Aigytischen Land unterhalb des Heiligtums des Apollon Kereatas entsprungen sein. William Martin Leake vermutete deshalb, dass Aigys bei dem heutigen Kamara Xerokambos lag. Ernst Curtius vermutete, dass der Ort nicht weit von Belemina lag, das er auf dem Chelmos vermutete. Yiannis Pikoulas vermutet, dass das klassische Aigys am Ort Tsamaina bei Kamara lag.
Der Distrikt wurde nach Aigys Aigytis genannt und umfasste die Städte Skirtonion, Malaia, Kromoi, Belemina, Leuktron und Karystos.